# 幽霊ゾンビ
幽霊ゾンビ（ゆうれいゾンビ）はお化け屋敷をプロデュースしているプランナー集団。
2014年3月に平野ユーレイが脱退。同年、それ以前より親交のあったいわたかが加入。しかし、2016年6月にはいわたかが脱退。現在は、齊藤ゾンビと飼沼滉大の２名でプロデュース活動をしている。
職業はホラープランナー、演出家集団。台場怪奇屋敷の運営を手掛け、現在は台場怪奇学校、浜松怪奇学校、東京恐怖學園のプロデュースを行う。「最恐のお化け屋敷」「感動するお化け屋敷」「オバケランド創造」を目指し2005年から活動。2010年から大規模お化け屋敷では日本初の海外進出を果たしている。

## 主な経歴
- 2005年11月 ホラーユニット幽霊ゾンビ結成。自らをホラープランナーと名乗る。
- 2005年11月 台場怪奇屋敷で怖くない、ノーマル、ハードの3つのモードを開始。
- 2005年12月 クリスマスバージョンを開催。

- 2006年3月 映画『the EYE2/3』とタイアップ。
- 2006年4月 オバケを選べるクエストモード開始。
- 2006年6月 映画『ブギーマン』とタイアップ。
- 2006年9月 13体からオバケを選べるクエストモードを開始。
- 2006年9月 漫才コンビとしてM-1グランプリ2006出場。
- 2006年10月 台場怪奇屋敷にて、サッチャンFINALイベント開催
- 2006年11月 大学学園祭お化け屋敷プロデュース
- 2006年11月 台場怪奇学校（リニューアル）の企画

- 2007年3月 映画『口裂け女』とタイアップ
- 2007年3月 TBSラジオ「あべこうじのポッドキャスト番長」で佐久間一行と競演、ネタも披露。
- 2007年4月 夏期限定企画“ミッチャンの生首伝説”をニュースリリースで発表（実際にこの後、高校生が母親を殺害し頭部を持ち歩く事件（会津若松母親殺害事件）が発生し、開催が危ぶまれた）
- 2007年5月 いのちの電話に収益の一部を寄付することを開始
- 2007年6月 監獄居酒屋ザ・ロックアップ5店舗でホラーイベントを企画
- 2007年6月 とうもろこしの会の吉祥寺怪談ライブにゲスト出演
- 2007年7月 動画サイトCATCHYの安田大JOBに出演
- 2007年7月 NHK国際放送 TOKYO EYEにスタジオ出演
- 2007年7月 雑誌ちゃぐりん“お化け屋敷にいらっしゃ〜い”特集の企画監修。
- 2007年7月 夏期限定企画「ミッチャンの生首伝説」開催。
- 2007年9月 漫才コンビとしてM-1グランプリ2007出場。
- 2007年10月 監獄病棟レストラン“アルカトラズER”でホラーイベントを企画。
- 2007年10月 お化け屋敷での怪談イベント「お台場怪談」をとうもろこしの会と開催。
- 2007年11月 Vシネマ「幽霊ゾンビ」がDVD発売。本人も出演。

- 2008年3月 平野幽霊が、ピン芸人としてお笑いライブ一金笑イブに出演。
- 2008年3月 映画「口裂け女2」とタイアップ。飛鳥凛、川村ゆきえ、岩佐真悠子、寺内康太郎監督の登壇する舞台挨拶の司会を務める。
- 2008年6月 映画「稲川淳二の解明・恐怖の現場」の宣伝プロモーションに参加。
- 2008年6月 とうもろこしの会主催の怪談ライブ「新宿怪談」に白石晃士と共にゲスト出演。
- 2008年7月 日刊ゲンダイに台場怪奇学校が掲載される。
- 2008年8月 ラジオニッポン放送「大沢あかねのハイジャンプレディオ」に平野幽霊が電話出演。
- 2008年8月 ラジオTOKYOFM「タペストリー」にスタジオゲスト出演。
- 2008年8月 読売新聞の「むちゃぶりPOPスタイル」に台場怪奇学校が掲載される。
- 2008年8月 日本テレビ「ナイナイプラス」にスタジオゲスト出演し、簡易お化け屋敷でSAITO-REALを初めて解説。
- 2008年9月 Vシネマ『リアル肝試し』に、お化け屋敷の店員役で出演。
- 2008年10月 テレビ東京「ケータイ捜査官7」　お化け屋敷のシーンに出演。
- 2008年10月 MSNサイト『職業紹介』でホラープランナーが紹介される。
- 2008年11月 あびる優と共に、映画「アイズ」のプロモーションで平野幽霊が出演。

- 2009年6月 著書「快楽怪奇譚」(ISBN 9784408452197)が実業之日本社から発売。
- 2009年6月 静岡県浜松市に浜松怪奇学校を開校。
- 2009年7月 夏期限定企画「呪われた心霊写真」を台場怪奇学校で開催。
- 2009年7月 週刊誌FLASHの絶叫回数ランキングにて台場怪奇学校が第2位を獲得。（第1位：東京ドーム血の妖面屋敷、第3位：富士急ハイランド最恐戦慄迷宮）
- 2009年9月 NHK BS「熱中夜話」の遊園地特集にスタジオゲスト出演。

- 2010年1月 るるぶ東京遊び場2010にて特集記事監修。
- 2010年6月 雑誌Zipper、Soup.のホラー特集記事の監修。
- 2010年7月 読売新聞夕刊の「注目ワード」に幽霊ゾンビ。21日（水）
- 2010年7月 台湾、台北市東京恐怖學園を開催。動員数45,000人。
- 2010年9月 浜松怪奇学校が閉校。リタイヤ率は60%超。
- 2010年12月 スカイパーフェクTVのTAKARAZUKA SKY STAGEにてクリスマスバージョンが取り上げられる。
- 2010年12月 CDアルバム「台場怪奇学校作品集・呪われちゃったのね」発売。
- 2011年1月 ラジオ関西ANI-TAMA-ZOO SafariのSafari tour14回ロケにて取り上げられる。
- 2011年7月 著書名平野ユーレイ＆齊藤ゾンビで「お化け屋敷のつくり方」(ISBN 9784862041876)をアールズ出版から発売。
- 2011年7月 台湾、台北市東京恐怖學園〜二年一班〜をプロデュース。
- 2011年8月 夏期限定企画「闇ツブ〜闇ト少女ト孤独ナ呟キ〜」を開催（台場怪奇学校）
- 2011年12月 クリスマスバージョン「呪われた指輪」を開催（台場怪奇学校）
- 2012年4月 「呪いの日記と母の遺書」を開催（台場怪奇学校）
- 2012年7月 文化放送ラジオ　「ソコダイジナトコ」に出演。
- 2012年7月 平野ユーレイが日本全国お化け屋敷めぐりの旅を敢行。入ったお化け屋敷22箇所、移動距離6800km。
- 2012年12月 クリスマスバージョン「願いの叶う場所」を開催（台場怪奇学校）
- 2013年3月 「四つの呪い篇」を開催（台場怪奇学校）
- 2013年7月 台湾、台北市東京恐怖學園〜地下室〜をプロデュース。
- 2013年8月 すまいるFMラジオ　「昭和ダイアリーリターンズ」に平野ユーレイ4週連続出演。
- 2013年8月 すまいるFMラジオ　「おかえりすまいる」に平野ユーレイが出演。
- 2013年9月 BS-TBSの法円坂ホラー研究会に平野ユーレイ、齊藤ゾンビがスタジオ出演。
- 2013年10月 スカイパーフェクTVの海ドラ〜ウォーキングデッドに齊藤ゾンビが出演。
- 2013年10月 吉祥寺の居酒屋「遊麗」でオールナイトイベント「お化け屋敷の歩き方」を開催、平野ユーレイ、齊藤ゾンビ、藤村ミイラ、イスカ教頭が出演。
- 2013年12月　すまいるFMラジオ　「おかえりすまいる」に平野ユーレイが出演。
- 2013年12月　TBSテレビ「日立 世界・ふしぎ発見!」のミステリーハンターのオーディションに平野ユーレイが参加。応募総数7714人の中から最終選考の9名に選ばれた様子がオンエアされた。

## メンバー
平野ユーレイ（平野幽霊）、齊藤ゾンビ

### 平野ユーレイ（平野幽霊）
姫路工業大学（現兵庫県立大学工学部）卒業。オバケバンク代表。職業はホラープランナー。幽霊ゾンビ所属。「台場怪奇学校」、「浜松怪奇学校」、「東京恐怖學園」などのプロデューサーである。
幽霊ゾンビとしては、2005年から齊藤ゾンビと共に「最恐のお化け屋敷」「感動するお化け屋敷」「オバケランドの創造」を目指し活動を開始。2010年以降、海外（アジア圏）にもお化け屋敷「東京恐怖學園」を3回、監修しており、日本における海外展開お化け屋敷の第一人者である。
芸名は、「平野幽霊」から、「平野ユーレイ」（2011年）と変遷。通称は「ユーレイ」。運営する台場怪奇学校の掲示板では「幽霊校長」と呼ばれている。

#### 平野ユーレイの人物
世を忍ぶ仮の姿では東証一部上場企業のエンジニアであったが・あの御方の啓示を受け脱サラ（出典：お化け屋敷のつくり方）
素顔（幽霊姿の時にはそう呼んでいる）は、長い黒髪に白い顔、死に装束をまとっている。世を忍ぶ仮の姿で公の場に出る事もあり「幽霊のメイクをしていないのではなく、こちらが人間メイクを施しているのだと説明している。[容貌に関してラジオ『吉田照美 ソコダイジナトコ』で吉田照美から「斉藤和義に似ている」といわれ、また法円坂ホラー研究会に出演した際には、スピードワゴンから「ビジュアル系っぽいね」といわれるなどしている。
「世を忍ぶ仮の」という一節を付加して表現するなどは、「人間以外として大先輩の悪魔デーモン閣下を参考にしている」と本人も自称している。また「水木しげるのゲゲゲの鬼太郎でも、妖怪が人間に化けて紛れ込んでいる表現があり、ごく普通のことと思う」と話している。
年齢も「235歳」と答えるなどしている。この年齢から200を減算すると世を忍ぶ仮の姿の年齢になる。
齊藤ゾンビと行動を共にすることが多く、ファンから写真撮影を要望される場合には派手な外見の齊藤ゾンビの影に隠れる目立たない存在であるがファンの多くは「一流企業からの脱サラや単身海外に乗り込む行動力」「ビジネスマンとしての経営センス」を支持している。ツイッターで「職業が幽霊」と言われた際に、「いえいえ、職業はホラープランナーです。あなたも職業が、人間じゃないようにw」と答えている。

#### 平野ユーレイの経歴
ホラープランナーと名乗った最初の人物。
啓示を受けて脱サラしたといわれている。その影響で夢はお化け屋敷だらけのテーマパーク「オバケランド」を作ること。
その後、店長になる、二号店を出す、本を出版する、ラジオに出る、テレビに出る、CDを出す、映画に出る、お笑いに出る、司会をする、海外進出をするなどの小さな夢（目標）を次々と有言実行する。その姿は、同人漫画幽霊ゾンビシリーズに描かれ、お化け屋敷のつくり方（アールズ出版）を出版するに至った。お化け屋敷で使うライトに電気的な細工を施した（本人は呪術をかけたと言っている）幽霊感知ライトゴースト・アイの発明者。2007年に日本全国のお化け屋敷をすべて巡ろうとして30箇所で挫折。日本には小さなものも含めて100箇所以上のお化け屋敷があると知り、時期を定め特徴のあるものだけを巡る方針に転換し、2012年、2013年には全国お化け屋敷めぐりを成功させ、私設ラジオで情報を公開している。
2013年には日立 世界・ふしぎ発見!にホラープランナーとしてミステリーハンターのオーディションに参加。応募総数7714人の中から最終選考の9人に選ばれるも合格の3名には残れなかった。
2013年には、単身メキシコへ渡航。チャプルティペック公園のお化け屋敷LA CASONA DEL TERRORや、SIX FLAGSのハロウィンイベントであるFESTIVAL DEL TERRORの7つのお化け屋敷を全て体験した。
本人は、会議室タイプであり、基本的に齊藤ゾンビが現場タイプであるため、99プラスに出演した際には矢部浩之から、「幽霊は何もしないんですね！」と言われ、法円坂ホラー研究会に出演した際には小沢一敬から、「幽霊は一体何しに来たんですか！」と突っ込みを受けている。
- 平野幽霊のヒラジオ（外部リンク）

### 齋藤ゾンビ
代々木アニメーション学院（スペシャル・メイク・アップ・アーティスト科）卒業。
職業はホラープランナー。幽霊ゾンビ所属。「台場怪奇学校」、「浜松怪奇学校」、「東京恐怖學園」などのプロデューサーである。
幽霊ゾンビとしては、2005年から平野ユーレイと共に「最恐のお化け屋敷」「感動するお化け屋敷」「オバケランドの創造」を目指し活動を開始。2010年以降、海外（アジア圏）にもお化け屋敷「東京恐怖學園」を3回、監修しており、日本における海外展開お化け屋敷の第一人者である。
通称は「ゾンビさん」。台場怪奇学校の教頭、校長を勤めた事もある。

#### 齊藤ゾンビの人物
幼少の頃、親が見ていた『ゾンビ』（Dawn of the Dead）を見てからホラーの魅力にとりつかれる。
ホラー映画が大好きで、小学生低学年の頃には地元のレンタル屋のホラー作品を見尽くしたという。
特にゾンビが大好きである。
高校生の時、学園祭でお化け屋敷を作ってから人を脅かし楽しませる魅力に気づく。
代々木アニメーション学院スペシャル・メイクアップ・アーティスト科に、特殊メイクや、人間メイク（オバケが世を忍ぶ為人間の姿になるメイク）を習得する為に入学。卒業後、現「台場怪奇学校」の前身である「台場怪奇屋敷」へ赴き、その後、相方となる平野ユーレイと出会い、幽霊ゾンビを結成。現在に至る。
お化け屋敷で働き、プロデュースするが、本人はお化け屋敷が苦手である。またゾンビだが人肉が苦手である。
素顔は、左目下部から引き裂かれたような傷があり、右頬がえぐれていることが多い。これは出演する状況によって多少は変えられる。
過去に番組の撮影の際、カメラの前でコメントするも、不自然にカットされたことがあり、グロすぎてプロデューサーからNGが出たと後に聞かされた事がある。
その咆哮は聞く者に鳥肌にするほど、大きく恐ろしい。
平野ユーレイや、生首幽霊のみっちゃんと行動を共にすることが多い。アドリブに弱く進んで仕切る事はしないが、みっちゃんと共にいる時には、みっちゃんが本人の替わりに過激な事を喋り倒すという事もある。
怖い風貌から想像しがたい位に物腰が低い。普通に喋る時の声は穏やかで腰が低く驚かれることがある。出会った人がファンになる事が多い。
台湾の東京恐怖学園では、総合演出を指導する為70人以上の応募者に一人ずつ真剣に手本を見せながら面接を行った結果、声が潰れかけてしまったエピソードがある。手を抜く事を知らない真面目な性格である。
年齢は「231歳」と答えるなどしている。この年齢から200を減算すると世を忍ぶ仮の姿の年齢になる。

#### 齊藤ゾンビの経歴
平野ユーレイと共にホラープランナーと名乗った最初の人物。
「台場怪奇学校」の前身「台場怪奇屋敷」から携わる。
平野ユーレイと共に「最恐のお化け屋敷」を目指すも、お客さんがいなくなって経営が悪化。自らの首を絞める結果になった件は有名。※出典お化け屋敷のつくり方
お化け屋敷だらけのテーマパーク「オバケランド」を作ることを目指す。
その後、二号店を出す、本を出版する、ラジオに出る、テレビに出る、CDを出す、映画に出る、お笑いに出る、司会をする、海外進出をするなど活躍の場を増やす。
その姿は、同人漫画幽霊ゾンビシリーズに描かれ、お化け屋敷のつくり方（アールズ出版）を出版するに至った。
お化け屋敷での長年の経験と知恵を基に独自のお化け屋敷演出方法「SAITO∞REAL方式」を編み出す。
台湾の東京恐怖学園のオープニングの記者会見の際に、ゲストの女性タレントをサプライズで脅かすも、毎回オンエアは顔がモザイクになってしまう事は本人もネタにしている。本人は、現場タイプであり、基本的に平野ユーレイが会議室タイプであるため、99プラスに出演した際には矢部浩之から、「ゾンビが全部やるんやね」と言われ、法円坂ホラー研究会に出演した際には小沢一敬から、「その声は現場で作り上げた声ですよね」と言われている。
- 齊藤ゾンビのオバジオ（外部リンク）

## TV・ラジオ出演
- 2007年3月 TBSラジオ「あべこうじのポッドキャスト番長」で佐久間一行と競演
- 2007年7月 NHK国際放送 TOKYO EYEにスタジオ出演
- 2008年8月 ラジオニッポン放送「大沢あかねのハイジャンプレディオ」に平野幽霊が電話出演。
- 2008年8月 ラジオTOKYOFM「タペストリー」にスタジオゲスト出演。
- 2008年8月 日本テレビ「ナイナイプラス」にスタジオゲスト出演し、簡易お化け屋敷でSAITO-REALを初めて解説。
- 2008年10月 テレビ東京「ケータイ捜査官7」　お化け屋敷のシーンに出演。
- 2009年9月 NHK BS「熱中夜話」の遊園地特集にスタジオゲスト出演。
- 2012年7月　文化放送ラジオ　「ソコダイジナトコ」に出演。
- 2013年8月　すまいるFMラジオ　「昭和ダイアリーリターンズ」に平野ユーレイ4週連続出演。
- 2013年8月　すまいるFMラジオ　「おかえりすまいる」に平野ユーレイが出演。
- 2013年9月 BS-TBSの法円坂ホラー研究会に平野ユーレイ、齊藤ゾンビが出演。
- 2013年10月 スカイパーフェクTVの海ドラ〜ウォーキングデッドに齊藤ゾンビが出演。
- 2013年12月　すまいるFMラジオ　「おかえりすまいる」に平野ユーレイが出演。
- 2013年12月　TBS「日立 世界・ふしぎ発見!」に平野ユーレイが出演。

## 書籍・雑誌
- 2007年7月 雑誌ちゃぐりん“お化け屋敷にいらっしゃ〜い”特集の企画監修。
- 2009年6月 著書「快楽怪奇譚」(ISBN 9784408452197)が実業之日本社から発売。
- 2010年1月 るるぶ東京遊び場2010にて特集記事監修。
- 2010年6月 雑誌Zipper、Soup.のホラー特集記事の監修。
- 2011年7月 著書 平野ユーレイ&齊藤ゾンビで「お化け屋敷のつくり方」(ISBN 9784862041876)をアールズ出版から発売。

## CD・DVD作品
- 2007年11月 Vシネマ「幽霊ゾンビ」がDVD発売。本人も出演。
- 2008年9月 Vシネマ『リアル肝試し』に、お化け屋敷の店員役で出演。
- 2010年12月  CDアルバム「台場怪奇学校作品集・呪われちゃったのね」発売。